# Bílsko (Olomouc)
Bílsko é uma comuna checa localizada na região de Olomouc, distrito de Olomouc.